# Ferromolibdênio
Ferromolibdênio é uma liga metálica de ferro e molibdênio, com percentual de molibdênio de 60-75%. É a principal fonte de molibdênio do aço HSLA.